# Tossals de Torregrossa
Els Tossals de Torregrossa conformen un conjunt de turons al terme municipal de Torregrossa (Pla d'Urgell), a la Depressió Central.
Els turons s'ubiquen en dues zones diferenciades. La primera, entre la LV-2001 i la L-200 (41.59551727702923, 0.8704907936588215); la segona a Margalef, dins el terme municipal de Torregrossa, en un espai que es troba a la banda esquerra de la LV-7022 direcció Puigverd de Lleida, prop de Santa Maria de Margalef.
El paisatge es caracteritza per un relleu suau i tabular, constituït per antigues terrasses fluvials on els conreus de fruita dolça ocupen pràcticament el 60% de la superfície.
Les abundants flors silvestres de prats i matollars, la majoria de caràcter estepari, i dels conreus de fruita dolça afavoreixen els insectes pol·linitzadors.
Hi ha mostres significatives de patrimoni cultural, com ara el poblat de l'Edat del bronze de La Pena, la necròpolis d'incineració tumulari de La Pena, el poblat ibèric de Margalef i el campanar de Santa Maria de Margalef.
És considerat com un Espai d'Interès Natural (amb el codi PEIN TGT).
L'any 1992 fou declarat com a Espai Natural Protegit dels Tossals de Torregrossa a través del decret 328/1992, de 14 de desembre.